# 埃爾普利山 (普萊蘇爾阿爾卑斯山脈)
46°44′54″N 9°36′39″E / 46.74835°N 9.61085°E

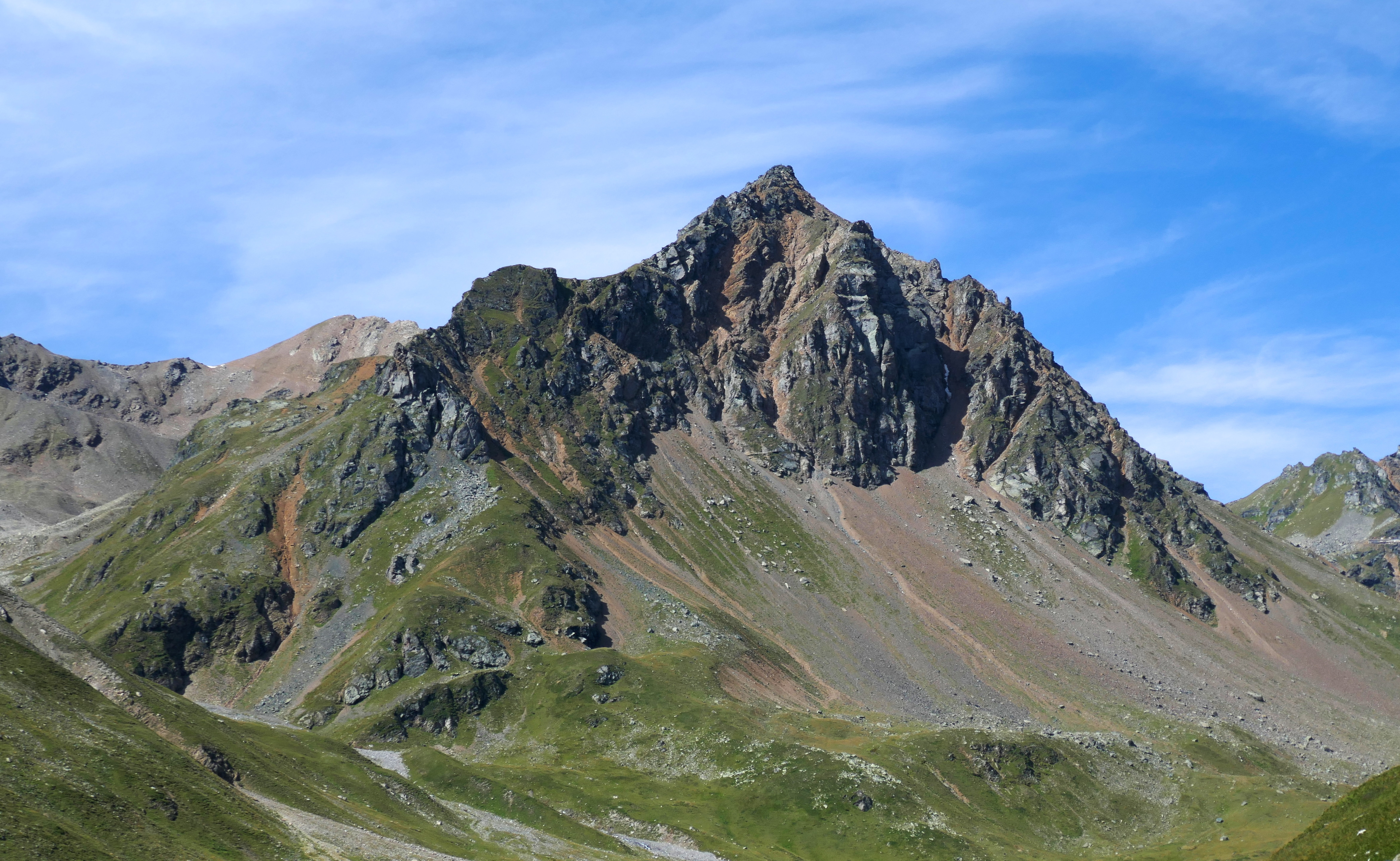

埃爾普利山（Älplihorn），是瑞士的山峰，位於該國東南部，由格勞賓登州負責管轄，屬於普萊蘇爾阿爾卑斯山脈的一部分，海拔高度2,839米，每年平均降雨量1,729毫米。